# Nekrolog 1. Quartal 1994
Nekrolog
◄◄
| ◄
| 1990
| 1991
| 1992
| 1993
| 1994 | 1995 | 1996 | 1997 | 1998 | ► | ►►
1. Quartal |
2. Quartal |
3. Quartal |
4. Quartal 1994
Weitere Ereignisse | Allgemeiner Nekrolog 1994
Die Beschreibung der verstorbenen Person sollte so kurz wie möglich gehalten sein und nur deren signifikante Tätigkeit(en) enthalten.
Neue Namen ggf. auch unter dem Geburts- und Sterbedatum, also etwa unter 1. Januar und im Geburts- und Sterbejahr (2024) eintragen (nur bei entsprechender großer Wichtigkeit). Für Beispiele siehe die schon vorhandenen Artikel.
Außerdem über die fünf zuletzt Verstorbenen, zu denen es einen ausreichend guten Artikel für eine Präsentation auf der Hauptseite gibt, nach der todesbedingten Überarbeitung der Artikel ggf. auch unter Wikipedia Diskussion:Hauptseite informieren und sie am besten auch in den anderen Wikipedia-Sprachversionen eintragen. Tipp: Regelmäßig bei news.google.de nach „ist tot“, „gestorben“ oder „verstorben“ suchen.
Wenn eine Person gestorben ist, gibt es viele Seiten zu dieser Person in der Wikipedia, die davon auch betroffen sind und entsprechend aktualisiert werden müssen. Beispiele: Namenübersichtsseite, Geburtsjahr, Geburtsort-Seiten und viele mehr.
Wie finde ich die betroffenen Seiten?
Im Suchfeld auf der linken Seite gibt man den Suchbegriff so ein: „Vorname Nachname“. Dann klickt man auf Volltext und alle Seiten mit entsprechendem Suchtext werden aufgerufen. Hier sieht man dann schnell, wo auch das Todesjahr Sinn macht oder sogar ein Teil des Artikels angepasst werden muss. Auch hilft das „Werkzeug“ auf der linken Seite sehr gut, um solche Seiten aufzufinden: „Links auf diese Seite“. Somit ist die Wikipedia wieder aktuell in allen Bereichen! Hinweis: bei Eintragung der Kategorie „Gestorben JAHR“ wird der Missbrauchsfilter 49 ausgelöst, was jedoch nicht schlimm ist. Siehe: Spezial:Missbrauchsfilter/49
Dies ist eine Liste von im ersten Quartal 1994 verstorbenen bekannten Persönlichkeiten. Die Einträge erfolgen innerhalb der einzelnen Daten alphabetisch sortiert. Tiere sind im Nekrolog für Tiere zu finden.

## Januar
| Tag        | Name                                         | Beruf, bekannt als                                                                                              | Alter | Beleg |
| ---------- | -------------------------------------------- | --- | ----- | ----- |
| 1. Januar  | Marianne Bruns                               | deutsche Schriftstellerin                                                                                       | 96    |       |
| 1. Januar  | James Clay                                   | US-amerikanischer Jazzsaxophonist und -flötist                                                                  | 58    |       |
| 1. Januar  | Ion Horațiu Crișan                           | Historiker und Archäologe                                                                                       | 65    |       |
| 1. Januar  | Walter Eckhardt                              | deutscher Politiker (CSU), MdL, MdB, MdEP                                                                       | 87    |       |
| 1. Januar  | Dewey Jackson                                | US-amerikanischer Jazz-Trompeter und Bandleader                                                                 | 93    |       |
| 1. Januar  | Harald Lechenperg                            | deutsch-österreichischer Journalist und Fotograf                                                                | 89    |       |
| 1. Januar  | Gerhard Paul                                 | deutscher Redemptorist und Liedautor                                                                            | 57    |       |
| 1. Januar  | Arthur Porritt                               | neuseeländischer Leichtathlet, Sportfunktionär, Arzt und Generalgouverneur                                      | 93    |       |
| 1. Januar  | Cesar Romero                                 | US-amerikanischer Schauspieler                                                                                  | 86    |       |
| 1. Januar  | Werner Schwab                                | österreichischer Schriftsteller                                                                                 | 35    |       |
| 1. Januar  | Edward A. Thompson                           | irischer Althistoriker                                                                                          | 79    |       |
| 2. Januar  | Hans Alfken                                  | deutscher Reformpädagoge                                                                                        | 94    |       |
| 2. Januar  | Numa Andoire                                 | französischer Fußballspieler und -trainer                                                                       | 85    |       |
| 2. Januar  | John Manuel Cook                             | britischer Klassischer Archäologe                                                                               | 83    |       |
| 2. Januar  | Lys Gauty                                    | französische Chanson-Sängerin und Schauspielerin                                                                | 93    |       |
| 2. Januar  | Harro de Wet Jensen                          | deutscher Anglist                                                                                               | 92    |       |
| 2. Januar  | Otto Pflugfelder                             | deutscher Biologe                                                                                               | 89    |       |
| 2. Januar  | Dixy Lee Ray                                 | US-amerikanische Politikerin                                                                                    | 79    |       |
| 3. Januar  | Leopold Achberger                            | evangelisch-lutherischer Superintendent der Steiermark                                                          | 90    |       |
| 3. Januar  | Richard Berczeller                           | österreichischer Arzt, Autor und Filmschauspieler                                                               | 91    |       |
| 3. Januar  | Elfriede Döler                               | deutsche sozialdemokratische Kommunalpolitikerin in Hannover                                                    | 84    |       |
| 3. Januar  | Katharine Elliot, Baroness Elliot of Harwood | britische Politikerin                                                                                           | 90    |       |
| 3. Januar  | Frank Belknap Long                           | US-amerikanischer Autor                                                                                         | 92    |       |
| 3. Januar  | Harry MacLean                                | deutscher bildender Künstler                                                                                    | 85    |       |
| 3. Januar  | Antulio Parrilla-Bonilla                     | puerto-ricanischer Ordensgeistlicher, Weihbischof in Caguas                                                     | 74    |       |
| 3. Januar  | Derna Polazzo                                | italienische Leichtathletin                                                                                     | 81    |       |
| 3. Januar  | Christian Probst                             | deutscher Medizinhistoriker und -soziologe                                                                      | 58    |       |
| 3. Januar  | Otto Rindt                                   | deutscher Landschaftsarchitekt                                                                                  | 87    |       |
| 3. Januar  | Arthur Schwinkowski                          | deutscher Politiker (CDU), MdL                                                                                  | 85    |       |
| 3. Januar  | Heather Sears                                | britische Schauspielerin                                                                                        | 58    |       |
| 3. Januar  | Josef Witt                                   | österreichischer Opernsänger (Tenor) und Professor                                                              | 92    |       |
| 4. Januar  | Rahul Dev Burman                             | indischer Komponist des Hindi-Films                                                                             | 54    |       |
| 4. Januar  | Rick Raphael                                 | US-amerikanischer Science-Fiction-Autor und Journalist                                                          | 74    |       |
| 5. Januar  | Aldo Baldin                                  | brasilianischer Opern- und Konzertsänger (Tenor)                                                                | 49    |       |
| 5. Januar  | André Bertin                                 | französischer Radrennfahrer                                                                                     | 81    |       |
| 5. Januar  | Eliška Junková                               | tschechoslowakische Autorennfahrerin                                                                            | 93    |       |
| 5. Januar  | Elmar Lipping                                | estnischer Exilpolitiker                                                                                        | 87    |       |
| 5. Januar  | Franz Murer                                  | österreichischer SS-Offizier                                                                                    | 81    |       |
| 5. Januar  | Tip O’Neill                                  | US-amerikanischer Politiker                                                                                     | 81    |       |
| 6. Januar  | Klaus Werner Eichhorn                        | deutscher Agrarwissenschaftler und Phytopathologe                                                               | 55    |       |
| 6. Januar  | Adri van Es                                  | niederländischer Vizeadmiral und Politiker                                                                      | 80    |       |
| 6. Januar  | Chester William Harrison                     | US-amerikanischer Schriftsteller und Fotograf                                                                   | 80    |       |
| 6. Januar  | Kurt Liebknecht                              | deutscher Architekt                                                                                             | 88    |       |
| 6. Januar  | Friedrich Löffler                            | deutscher Verfahrenstechniker und Universitätsprofessor                                                         | 60    |       |
| 6. Januar  | Anestis Logothetis                           | österreichischer Komponist                                                                                      | 72    |       |
| 6. Januar  | Arno Meng                                    | deutscher Architekt                                                                                             | 91    |       |
| 6. Januar  | Otto Rahm                                    | deutscher expressionistischer Maler und Bildhauer                                                               | 89    |       |
| 6. Januar  | Harold Sumberg                               | kanadischer Geiger, Dirigent und Musikpädagoge                                                                  | 88    |       |
| 7. Januar  | Adolf Gruber                                 | österreichischer Langstreckenläufer                                                                             | 73    |       |
| 7. Januar  | Vittorio Mezzogiorno                         | italienischer Schauspieler                                                                                      | 52    |       |
| 7. Januar  | Otto Mitterer                                | österreichischer Kaufmann und Politiker (ÖVP), Abgeordneter zum Nationalrat, Mitglied des Bundesrates           | 82    |       |
| 7. Januar  | Llewellyn Rees                               | britischer Schauspieler                                                                                         | 92    |       |
| 7. Januar  | Phoumi Vongvichit                            | laotischer Politiker                                                                                            | 84    |       |
| 8. Januar  | Hans Asplund                                 | schwedischer Architekt und Professor an der Technischen Hochschule in Lund                                      | 72    |       |
| 8. Januar  | Pat Buttram                                  | US-amerikanischer Schauspieler und Sprecher                                                                     | 78    |       |
| 8. Januar  | Erich Hubala                                 | deutscher Kunsthistoriker                                                                                       | 73    |       |
| 8. Januar  | Ruth Osburn                                  | US-amerikanische Diskuswerferin                                                                                 | 81    |       |
| 8. Januar  | Fritz Peter                                  | Schweizer Sänger (Tenor)                                                                                        | 68    |       |
| 8. Januar  | Friedrich Petuely                            | österreichischer Kinderarzt und Biochemiker                                                                     | 71    |       |
| 9. Januar  | Hans Graf                                    | österreichischer Pianist und Klavierpädagoge                                                                    | 65    |       |
| 9. Januar  | Helmut Hartwig                               | deutscher Politiker und Geheimdienstler (MfS)                                                                   | 74    |       |
| 9. Januar  | Midori Matsuya                               | japanischer Pianist                                                                                             | 50    |       |
| 9. Januar  | Madge Ryan                                   | australische Schauspielerin                                                                                     | 75    |       |
| 9. Januar  | Øistein Sommerfeldt                          | norwegischer Komponist, Pianist, Musikkritiker und Schriftsteller                                               | 74    |       |
| 9. Januar  | Joachim Werner                               | deutscher Prähistoriker                                                                                         | 84    |       |
| 10. Januar | Sven-Erik Bäck                               | schwedischer Komponist                                                                                          | 74    |       |
| 10. Januar | Faruk Barlas                                 | türkischer Fußballspieler                                                                                       |       |       |
| 10. Januar | Erich Burck                                  | deutscher Altphilologe                                                                                          | 92    |       |
| 10. Januar | Hans-Joachim von Horn                        | deutscher Generalleutnant                                                                                       | 97    |       |
| 10. Januar | Jigal Hurwitz                                | israelischer Politiker                                                                                          | 75    |       |
| 10. Januar | Hans Rudolf Stampfli                         | Schweizer Archäozoologe                                                                                         | 68    |       |
| 10. Januar | Alexander von Wuthenau                       | deutsch-mexikanischer Historiker und Kunstsammler                                                               | 94    |       |
| 10. Januar | Karl Zeiß                                    | deutscher evangelischer Theologe, Olympiapfarrer                                                                | 81    |       |
| 11. Januar | Georg Friedrich Alexan                       | deutscher Journalist und Chefredakteur                                                                          | 92    |       |
| 11. Januar | József Háda                                  | ungarischer Fußballspieler und -trainer                                                                         | 82    |       |
| 11. Januar | Hubert Mallmann                              | deutscher Politiker (SPD), MdL                                                                                  | 83    |       |
| 11. Januar | Chester L. Mize                              | US-amerikanischer Politiker                                                                                     | 76    |       |
| 11. Januar | Helmut Poppendick                            | deutscher Mediziner                                                                                             | 92    |       |
| 11. Januar | Édouard Rinfret                              | Politiker der Liberalen Partei Kanadas und Richter                                                              | 88    |       |
| 11. Januar | Emilio Rosenblueth                           | mexikanischer Bauingenieur                                                                                      | 67    |       |
| 11. Januar | David Ruíz                                   | chilenischer Fußballspieler                                                                                     | 81    |       |
| 11. Januar | Rudolf Vogeltanz                             | österreichischer Geologe, Musiker und bildender Künstler                                                        | 52    |       |
| 12. Januar | Samuel Bronston                              | US-amerikanischer Filmproduzent                                                                                 | 85    |       |
| 12. Januar | Nora Bumbiere                                | lettische Schlagersängerin der Sowjetzeit                                                                       | 46    |       |
| 12. Januar | Max Gerstl                                   | deutscher Politiker (CSU), MdL                                                                                  | 72    |       |
| 12. Januar | Hüseynağa Hadıyev                            | aserbaidschanischer Sänger                                                                                      | 57    |       |
| 12. Januar | Oleg Georgijewitsch Korotajew                | sowjetischer Boxer                                                                                              |       |       |
| 12. Januar | Alois Musil                                  | österreichischer Manager und Fußballfunktionär                                                                  | 80    |       |
| 12. Januar | Gustav Naan                                  | estnischer Wissenschaftler                                                                                      | 74    |       |
| 12. Januar | John W. Wells                                | US-amerikanischer Paläontologe                                                                                  | 86    |       |
| 13. Januar | Hervé Alphand                                | französischer Diplomat                                                                                          | 86    |       |
| 13. Januar | Erhard Bauer                                 | deutscher Fußballspieler                                                                                        | 68    |       |
| 13. Januar | F.R. Boschvogel                              | belgischer Schriftsteller                                                                                       | 91    |       |
| 13. Januar | Johan Jørgen Holst                           | norwegischer Politiker der Arbeiderpartiet                                                                      | 56    |       |
| 13. Januar | Emil Kunze                                   | deutscher Klassischer Archäologe                                                                                | 92    |       |
| 13. Januar | Friedrich Markworth                          | deutscher Offizier, zuletzt Kapitänleutnant der Kriegsmarine                                                    | 78    |       |
| 13. Januar | Ram Ramirez                                  | US-amerikanischer Jazzpianist                                                                                   | 80    |       |
| 13. Januar | İsrafil Şahverdiyev                          | aserbaidschanischer Offizier                                                                                    | 41    |       |
| 14. Januar | Philippe Brun                                | französischer Jazzmusiker                                                                                       | 85    |       |
| 14. Januar | Zino Davidoff                                | ukrainisch-schweizerischer Unternehmer                                                                          | 87    |       |
| 14. Januar | Myron Fohr                                   | US-amerikanischer Rennfahrer                                                                                    | 81    |       |
| 14. Januar | Ivan Fuqua                                   | US-amerikanischer Sprinter                                                                                      | 84    |       |
| 14. Januar | Francesco Giunta                             | italienischer Mittelalterhistoriker                                                                             | 69    |       |
| 14. Januar | Jean Goldschmit                              | luxemburgischer Radsportler                                                                                     | 69    |       |
| 14. Januar | Freddie Hill                                 | US-amerikanischer Jazzmusiker (Trompete)                                                                        | 64    |       |
| 14. Januar | Theo von Hörmann                             | österreichischer Filmproduzent und Kameramann                                                                   | 79    |       |
| 14. Januar | John McCarthy Jr.                            | US-amerikanischer Szenenbildner                                                                                 | 81    |       |
| 14. Januar | Federica Montseny                            | spanische Schriftstellerin, Syndikalistin und Anarchistin, sowie Gesundheitsministerin während der Zweiten S... | 88    |       |
| 14. Januar | Agnar Mykle                                  | norwegischer Schriftsteller                                                                                     | 78    |       |
| 14. Januar | Esther Ralston                               | US-amerikanische Schauspielerin                                                                                 | 91    |       |
| 14. Januar | Delio Rodríguez                              | spanischer Radrennfahrer                                                                                        | 77    |       |
| 14. Januar | Nubar Terziyan                               | türkischer Schauspieler armenischer Abstammung                                                                  | 84    |       |
| 15. Januar | György Cziffra                               | ungarisch-französischer Pianist                                                                                 | 72    |       |
| 15. Januar | Gabriel-Marie Garrone                        | französischer Kardinal der römisch-katholischen Kirche und Erzbischof von Toulouse                              | 92    |       |
| 15. Januar | Lawrence Preston Joseph Graves               | US-amerikanischer Geistlicher, Bischof von Alexandria                                                           | 77    |       |
| 15. Januar | Ben H. Guill                                 | US-amerikanischer Politiker                                                                                     | 84    |       |
| 15. Januar | Martin Kosleck                               | deutsch-US-amerikanischer Film-, Fernseh- und Bühnenschauspieler                                                | 89    |       |
| 15. Januar | Herbert Lucy                                 | deutscher Gesamtbetriebsratsvorsitzender der Daimler-Benz AG                                                    | 64    |       |
| 15. Januar | Thomas C. McGrath                            | US-amerikanischer Politiker                                                                                     | 66    |       |
| 15. Januar | Harry Nilsson                                | US-amerikanischer Songwriter, Sänger, Pianist und Gitarrist                                                     | 52    |       |
| 16. Januar | Werner Burau                                 | deutscher Mathematiker                                                                                          | 87    |       |
| 16. Januar | Hans Carstens                                | deutscher Politiker (FDP, CDU), MdL                                                                             | 72    |       |
| 16. Januar | Jack Metcalfe                                | australischer Name Leichtathlet                                                                                 | 81    |       |
| 16. Januar | Franz Mixa                                   | österreichischer Komponist und Dirigent                                                                         | 91    |       |
| 17. Januar | Noël Chiboust                                | französischer Jazzmusiker und Bandleader                                                                        | 84    |       |
| 17. Januar | Chung Il-kwon                                | südkoreanischer General                                                                                         | 76    |       |
| 17. Januar | Josef Dünninger                              | deutscher Volkskundler, Germanist sowie Hochschullehrer                                                         | 88    |       |
| 17. Januar | Emmi Handke                                  | deutsche Politikerin (KPD, DFD), MdV, Generalsekretärin des Internationalen Lagerkomitees Ravensbrück           | 91    |       |
| 17. Januar | Helen Stephens                               | US-amerikanische Leichtathletin                                                                                 | 75    |       |
| 17. Januar | Robin Turton, Baron Tranmire                 | britischer Politiker (Conservative Party), Mitglied des House of Commons                                        | 90    |       |
| 18. Januar | Frank M. Carpenter                           | US-amerikanischer Paläontologe und Entomologe                                                                   | 91    |       |
| 18. Januar | Quinto Ghermandi                             | italienischer Bildhauer                                                                                         | 77    |       |
| 18. Januar | Eddie Hill                                   | US-amerikanischer Country-Musiker                                                                               | 72    |       |
| 18. Januar | Torbjörn Hultcrantz                          | schwedischer Jazzmusiker                                                                                        | 56    |       |
| 18. Januar | Martinus Lambillion                          | niederländischer Boxer                                                                                          | 81    |       |
| 18. Januar | Rolf Singer                                  | deutscher Mykologe                                                                                              | 87    |       |
| 19. Januar | Paul Berna                                   | französischer Schriftsteller                                                                                    | 85    |       |
| 19. Januar | Willi Geiger                                 | deutscher Jurist, Richter des Bundesverfassungsgerichts und am Bundesgerichtshof                                | 84    |       |
| 19. Januar | Werner Heißel                                | österreichischer Geologe                                                                                        | 85    |       |
| 19. Januar | Natalija Iljina                              | chinesische bzw. sowjetische bzw. russische Journalistin, Literaturkritikerin und Satirikerin                   | 79    |       |
| 19. Januar | Hans-Adolf de Terra                          | deutscher Politiker (CDU), MdB                                                                                  | 72    |       |
| 19. Januar | Kenneth Utt                                  | US-amerikanischer Filmproduzent                                                                                 | 72    |       |
| 20. Januar | Matt Busby                                   | schottischer Fußballspieler und -trainer                                                                        | 84    |       |
| 20. Januar | Ľubor Kresák                                 | slowakischer Astronom                                                                                           | 66    |       |
| 20. Januar | Luitpold Layes                               | katholischer Pfarrer                                                                                            | 94    |       |
| 20. Januar | Oginga Odinga                                | kenianischer Politiker, Vizepräsident, Oppositionsführer                                                        | 82    |       |
| 20. Januar | Eva Zilcher                                  | deutsche Schauspielerin                                                                                         | 73    |       |
| 21. Januar | Basil al-Assad                               | syrischer Politiker, Sohn Hafiz al-Assads                                                                       | 31    |       |
| 21. Januar | Frans Dictus                                 | belgischer Radrennfahrer                                                                                        | 86    |       |
| 21. Januar | Saliba Douaihy                               | libanesischer Maler und Buntglas-Künstler                                                                       | 78    |       |
| 21. Januar | Rudolf Karnick                               | deutscher Didaktiker der Heimatkunde und Sachkunde                                                              | 92    |       |
| 21. Januar | Wolfgang Natonek                             | deutscher Politiker (LDPD), Dissident der DDR                                                                   | 74    |       |
| 21. Januar | Wayne Selser                                 | US-amerikanischer Autorennfahrer                                                                                | 73    |       |
| 22. Januar | Jean-Louis Barrault                          | französischer Schauspieler, Pantomime und Regisseur                                                             | 83    |       |
| 22. Januar | Gerhard Fischer                              | deutscher Kommunalpolitiker                                                                                     | 85    |       |
| 22. Januar | Irving B. Kahn                               | US-amerikanischer Erfinder                                                                                      | 76    |       |
| 22. Januar | Ian Munro                                    | australischer Ichthyologe                                                                                       | 74    |       |
| 22. Januar | Gertrud Preiswerk                            | Schweizer Weberin und Textildesignerin                                                                          | 91    |       |
| 22. Januar | Telly Savalas                                | US-amerikanischer Schauspieler                                                                                  | 72    |       |
| 22. Januar | Louis-Vincent Thomas                         | französischer Soziologe, Anthropologe und Ethnologe                                                             | 71    |       |
| 23. Januar | Adolph Baller                                | österreichisch-amerikanischer Pianist                                                                           | 84    |       |
| 23. Januar | Lee DuBridge                                 | US-amerikanischer Physiker und Wissenschaftsorganisator                                                         | 92    |       |
| 23. Januar | Juan Santiago Garrido                        | chilenischer Musikwissenschaftler und Komponist                                                                 | 91    |       |
| 23. Januar | Klaus Hemmerle                               | deutscher Theologieprofessor und Bischof von Aachen                                                             | 64    |       |
| 23. Januar | Anton Jaumann                                | deutscher Politiker (CSU), MdL                                                                                  | 66    |       |
| 23. Januar | Nikolai Wassiljewitsch Ogarkow               | sowjetischer Militär, Marschall der Sowjetunion                                                                 | 76    |       |
| 23. Januar | Oliver Smith                                 | US-amerikanischer Bühnenbildner, und Theaterproduzent                                                           | 75    |       |
| 24. Januar | Catherine Byrne                              | irische Politikerin                                                                                             |       |       |
| 24. Januar | Otto Dürer                                   | österreichischer Filmproduzent, Theaterleiter, Schauspieler und Regisseur                                       | 84    |       |
| 24. Januar | Raymond F. Jones                             | US-amerikanischer Science-Fiction-Autor                                                                         | 78    |       |
| 24. Januar | Hans Kindler                                 | deutscher Kapellmeister und Generalmusikdirektor                                                                | 85    |       |
| 24. Januar | Seymour Lawrence                             | US-amerikanischer Verleger                                                                                      | 67    |       |
| 24. Januar | Yves Navarre                                 | französischer Schriftsteller                                                                                    | 53    |       |
| 24. Januar | Helene Reschovsky                            | österreichisch-amerikanische Mathematikerin und Hochschullehrerin                                               | 86    |       |
| 24. Januar | Paul Merrill Spurlin                         | US-amerikanischer Romanist und Literaturwissenschaftler                                                         | 91    |       |
| 25. Januar | Ludwig Gesek                                 | österreichischer Volksbildner, Filmwissenschaftler und Schriftsteller                                           | 89    |       |
| 25. Januar | Stephen Cole Kleene                          | US-amerikanischer Mathematiker und Logiker                                                                      | 85    |       |
| 25. Januar | George Edgar Vaughan                         | britischer Botschafter                                                                                          | 86    |       |
| 25. Januar | Armin Wandel                                 | deutscher Sanitätsoffizier der Marine                                                                           | 80    |       |
| 26. Januar | Ales Adamowitsch                             | belarussischer Schriftsteller, Kritiker und Literaturwissenschaftler                                            | 66    |       |
| 26. Januar | Elsa Andersson                               | schwedische Wasserspringerin                                                                                    | 99    |       |
| 26. Januar | Lejaren Hiller                               | US-amerikanischer Komponist, Musiktheoretiker und Chemiker                                                      | 69    |       |
| 26. Januar | Wilhelm Muster                               | österreichischer Schriftsteller und literarischer Übersetzer                                                    | 77    |       |
| 26. Januar | Josef Niessen                                | deutscher Arrangeur und Komponist                                                                               | 71    |       |
| 26. Januar | Anton Watzl                                  | österreichischer Maler und Grafiker                                                                             | 63    |       |
| 26. Januar | Neville Stack                                | britischer Offizier der Luftstreitkräfte des Vereinigten Königreichs                                            | 74    |       |
| 26. Januar | Frank Twiss                                  | britischer Admiral                                                                                              | 83    |       |
| 27. Januar | Claude Akins                                 | US-amerikanischer Schauspieler                                                                                  | 75    |       |
| 27. Januar | Alain Daniélou                               | französischer Autor, Indologe und Musikwissenschaftler                                                          | 86    |       |
| 27. Januar | Hans H. Gattermann                           | deutscher Jurist und Politiker (FDP), MdB                                                                       | 62    |       |
| 27. Januar | Friedrich-Wilhelm Gundlach                   | deutscher Physiker und Hochschullehrer                                                                          | 81    |       |
| 27. Januar | Max Holzmann                                 | Schweizer Kardiologe                                                                                            | 94    |       |
| 27. Januar | Alexandre Lorian                             | israelischer Romanist und Syntaktiker rumänischer Herkunft                                                      | 72    |       |
| 27. Januar | Reuben Mattus                                | US-amerikanischer Unternehmer                                                                                   | 81    |       |
| 27. Januar | Erhard von Schmidt                           | deutscher Politiker (NSDAP), MdR                                                                                | 90    |       |
| 27. Januar | Boris Alexandrowitsch Woronzow-Weljaminow    | russischer Astronom                                                                                             | 89    |       |
| 28. Januar | Georges Anawati                              | ägyptischer Dominikaner, Islamwissenschaftler und Förderer des Interreligiösen Dialogs                          | 88    |       |
| 28. Januar | Werner Buser                                 | Schweizer Werklehrer, Objektkünstler und Zeichner                                                               | 65    |       |
| 28. Januar | Emily Taft Douglas                           | US-amerikanische Politikerin                                                                                    | 94    |       |
| 28. Januar | Betty Go-Belmonte                            | philippinische Journalistin, Verlegerin und Publizistin                                                         |       |       |
| 28. Januar | Otto Gordziałkowski                          | polnischer Ruderer                                                                                              | 95    |       |
| 28. Januar | Rosa Jochmann                                | österreichische Politikerin (SPÖ), Abgeordnete zum Nationalrat, Widerstandskämpferin                            | 92    |       |
| 28. Januar | William Levitt                               | US-amerikanischer Immobilienentwickler und Bauunternehmer                                                       | 86    |       |
| 28. Januar | Stefan Maurer                                | Schweizer Radrennfahrer                                                                                         | 33    |       |
| 28. Januar | Hal Smith                                    | US-amerikanischer Schauspieler und Synchronsprecher                                                             | 77    |       |
| 28. Januar | Antonio Todaro                               | argentinischer Tanzlehrer                                                                                       | 64    |       |
| 29. Januar | Joseph Abileah                               | israelischer Violinist und Friedensaktivist                                                                     | 78    |       |
| 29. Januar | Nick Cravat                                  | US-amerikanischer Filmschauspieler                                                                              | 82    |       |
| 29. Januar | Halla Huhm                                   | koreanische Tänzerin und Tanzpädagogin                                                                          |       |       |
| 29. Januar | Jakobína Sigurðardóttir                      | isländische Schriftstellerin                                                                                    | 75    |       |
| 29. Januar | Jewgeni Pawlowitsch Leonow                   | russischer Schauspieler                                                                                         | 67    |       |
| 29. Januar | Ulrike Maier                                 | österreichische Skirennläuferin                                                                                 | 26    |       |
| 29. Januar | Tollien Schuurman                            | niederländische Leichtathletin                                                                                  | 81    |       |
| 30. Januar | Pierre Boulle                                | französischer Schriftsteller                                                                                    | 81    |       |
| 30. Januar | Rupert Buchberger                            | österreichischer Politiker und Landwirt                                                                         | 66    |       |
| 30. Januar | Ernestine „Tiny“ Davis                       | US-amerikanische Jazztrompeterin und Sängerin                                                                   | 86    |       |
| 30. Januar | Claire Frühling-Gerlach                      | deutsche Konzertsängerin und Musikprofessorin                                                                   | 83    |       |
| 30. Januar | Erich Kliefert                               | deutscher Maler, Ehrenbürger Stralsunds                                                                         | 100   |       |
| 30. Januar | Walter Kolneder                              | österreichischer Musikwissenschaftler                                                                           | 83    |       |
| 30. Januar | Loris Malaguzzi                              | italienischer Pädagoge                                                                                          | 73    |       |
| 30. Januar | Gerritje Meldau                              | deutsche Chemikerin und Frauenrechtlerin                                                                        | 94    |       |
| 30. Januar | Laura Nucci                                  | italienische Schauspielerin                                                                                     | 80    |       |
| 30. Januar | Jakub Rotbaum                                | polnischer Theaterdirektor und Maler                                                                            | 92    |       |
| 30. Januar | Rudolf Schwarz                               | britischer Dirigent und Pianist österreichischer Herkunft                                                       | 88    |       |
| 30. Januar | Gottfried Sello                              | deutscher Kunsthistoriker und Kunstkritiker                                                                     | 80    |       |
| 30. Januar | Bahdschat at-Talhuni                         | jordanischer Politiker, Premierminister des Königreichs Jordanien                                               |       |       |
| 30. Januar | Hermann Wagener                              | deutscher Verkehrswissenschaftler                                                                               | 72    |       |
| 31. Januar | Alberto Caracciolo                           | argentinischer Bandoneonist, Bandleader, Tangokomponist und Arrangeur                                           | 75    |       |
| 31. Januar | Anneliese Planken                            | deutsche Malerin und Kunsterzieherin                                                                            | 81    |       |
| 31. Januar | Wilhelm Spies                                | deutscher Jurist und NS-Kriegsrichter                                                                           | 86    |       |
| 31. Januar | Erwin Strittmatter                           | deutscher Schriftsteller                                                                                        | 81    |       |
| 31. Januar | Wim Vervaat                                  | niederländischer Mathematiker                                                                                   | 51    |       |
| Januar     | Harald Benesch                               | österreichischer Schauspieler und Regisseur                                                                     | 72    |       |
| Januar     | Lotte Buschan                                | deutsche Opernsängerin in der Stimmlage Sopran                                                                  |       |       |
| Januar     | Gernot Graefe                                | deutsch-österreichischer Ökologe und Umweltschützer                                                             | 56    |       |

## Februar
| Tag         | Name                                        | Beruf, bekannt als                                                                                            | Alter | Beleg |
| ----------- | ------------------------------------------- | --- | ----- | ----- |
| 1. Februar  | Tom Kines                                   | kanadischer Folk-Sänger, Volksmusiksammler und Multiinstrumentalist                                           | 71    |       |
| 1. Februar  | Guy Lefranc                                 | französischer Filmregisseur und Drehbuchautor                                                                 | 74    |       |
| 1. Februar  | John Littlejohn                             | US-amerikanischer Bluesgitarrist                                                                              | 62    |       |
| 1. Februar  | Olan Soulé                                  | US-amerikanischer Schauspieler und Synchronsprecher                                                           | 84    |       |
| 2. Februar  | Steve Barclay                               | US-amerikanischer Schauspieler                                                                                | 75    |       |
| 2. Februar  | Kurt David                                  | deutscher Schriftsteller                                                                                      | 69    |       |
| 2. Februar  | Marija Gimbutas                             | litauische Archäologin                                                                                        | 73    |       |
| 2. Februar  | Zaim Imamović                               | bosnischer Sänger                                                                                             | 73    |       |
| 2. Februar  | Otto Kippes                                 | deutscher katholischer Priester und Amateurastronom                                                           | 88    |       |
| 2. Februar  | Hans Gerd Kübel                             | deutscher Schauspieler, Kabarettist, Regisseur                                                                | 59    |       |
| 2. Februar  | Zilner Randolph                             | US-amerikanischer Jazz-Trompeter, Arrangeur und Komponist                                                     | 95    |       |
| 2. Februar  | John Rewald                                 | deutsch-amerikanischer Kunsthistoriker                                                                        | 81    |       |
| 2. Februar  | Willie Mae Ford Smith                       | US-amerikanische Gospelsängerin und Predigerin                                                                | 89    |       |
| 2. Februar  | Mary Washburn                               | US-amerikanische Sprinterin                                                                                   | 86    |       |
| 3. Februar  | Anatoli Petrowitsch Alexandrow              | russischer Physiker                                                                                           | 90    |       |
| 3. Februar  | Roberto Amoroso                             | italienischer Filmschaffender                                                                                 | 83    |       |
| 3. Februar  | Carroll Borland                             | US-amerikanische Schauspielerin                                                                               | 79    |       |
| 3. Februar  | Herbert Busemann                            | deutschamerikanischer Mathematiker                                                                            | 88    |       |
| 3. Februar  | Frederick Copleston                         | britischer Ordensgeistlicher und Philosoph                                                                    | 86    |       |
| 3. Februar  | Justinus Darmojuwono                        | indonesischer Geistlicher, Kardinal der römisch-katholischen Kirche                                           | 79    |       |
| 3. Februar  | Patrick El Mabrouk                          | französischer Mittelstreckenläufer                                                                            | 65    |       |
| 3. Februar  | Alan Helffrich                              | US-amerikanischer Leichtathlet                                                                                | 93    |       |
| 03. Februar | Ellen King                                  | britische Schwimmerin                                                                                         | 85    |       |
| 3. Februar  | Paul Kronacker                              | belgischer Politiker                                                                                          | 96    |       |
| 3. Februar  | Fritz Schaetzler                            | deutscher Sänger in der Stimmlage Bariton                                                                     | 95    |       |
| 3. Februar  | Adolf Graf von Spreti                       | deutscher Ordensgeistlicher                                                                                   | 86    |       |
| 3. Februar  | Louis Stephenson                            | britischer Jazzmusiker (Saxophon, Kontrabass) jamaikanischer Herkunft                                         | 86    |       |
| 3. Februar  | Emil Zenz                                   | deutscher Historiker                                                                                          | 81    |       |
| 4. Februar  | Jane Arbor                                  | britische Schriftstellerin                                                                                    | 90    |       |
| 4. Februar  | Fred De Bruyne                              | belgischer Radrennfahrer, Autor und Journalist                                                                | 63    |       |
| 4. Februar  | Bedri Gürsoy                                | türkischer Fußballspieler                                                                                     | 92    |       |
| 4. Februar  | Michail Innokentjewitsch Linge              | sowjetischer Sprinter und Olympiasieger                                                                       | 35    |       |
| 4. Februar  | Harold Schneider                            | US-amerikanischer Filmproduzent                                                                               | 55    |       |
| 4. Februar  | Thelma Stovall                              | US-amerikanische Politikerin                                                                                  | 74    |       |
| 5. Februar  | Hermann Josef Abs                           | deutscher Bankmanager, Statthalter des Ritterorden vom Heiligen Grab zu Jerusalem                             | 92    |       |
| 5. Februar  | Erich Bloch                                 | deutscher Schriftsteller und Journalist                                                                       | 96    |       |
| 5. Februar  | Heinrich Cobet                              | deutscher Verleger und Buchhändler                                                                            | 89    |       |
| 5. Februar  | Joachim Halupczok                           | polnischer Radrennfahrer                                                                                      | 25    |       |
| 5. Februar  | Tiana Lemnitz                               | deutsche Opernsängerin                                                                                        | 96    |       |
| 5. Februar  | Walter Peter                                | österreichischer Politiker (SPÖ), Landesrat und Landtagsabgeordneter in Vorarlberg                            | 67    |       |
| 5. Februar  | Václav Štekl                                | tschechischer Schauspieler                                                                                    | 64    |       |
| 6. Februar  | Joseph Cotten                               | US-amerikanischer Schauspieler                                                                                | 88    |       |
| 6. Februar  | Norman Del Mar                              | britischer Dirigent und Musikschriftsteller                                                                   | 74    |       |
| 6. Februar  | Jack Kirby                                  | US-amerikanischer Comiczeichner                                                                               | 76    |       |
| 6. Februar  | Aurora Mardiganian                          | armenisch-amerikanische Schauspielerin                                                                        | 93    |       |
| 6. Februar  | Luis Alberto Sánchez                        | peruanischer Politiker, Historiker, Journalist und Schriftsteller                                             | 93    |       |
| 6. Februar  | Ignace Strasfogel                           | polnischer Komponist und Dirigent                                                                             | 84    |       |
| 6. Februar  | Gwen Watford                                | englische Film-, Theater- und Fernsehschauspielerin                                                           | 66    |       |
| 7. Februar  | Jorge Brum do Canto                         | portugiesischer Filmregisseur                                                                                 | 83    |       |
| 7. Februar  | Wolfdietrich Eichler                        | deutscher Zoologe                                                                                             | 81    |       |
| 7. Februar  | Gerhard Kratky                              | österreichischer Fußballspieler und -trainer                                                                  | 35    |       |
| 7. Februar  | Witold Lutosławski                          | polnischer Komponist und Dirigent                                                                             | 81    |       |
| 7. Februar  | Marcel Miquel                               | französischer Fußballspieler                                                                                  | 80    |       |
| 7. Februar  | Stephen Milligan                            | britischer Journalist und Politiker                                                                           | 45    |       |
| 7. Februar  | Hans Schmidinger                            | österreichischer Bildhauer, Maler und Restaurator                                                             | 81    |       |
| 7. Februar  | Arnold Smith                                | kanadischer Diplomat und Generalsekretär der Commonwealth of Nations                                          | 79    |       |
| 7. Februar  | Maarten Vrolijk                             | niederländischer Politiker (PvdA), Journalist und Dichter                                                     | 74    |       |
| 8. Februar  | Alexej Archipowitsch Borutscheff            | russischer Architekt, Maler und Grafiker                                                                      | 82    |       |
| 8. Februar  | Ken G. Hall                                 | australischer Filmproduzent und -regisseur und Drehbuchautor                                                  | 93    |       |
| 8. Februar  | Bert Isatitsch                              | österreichischer Rodelsportfunktionär                                                                         | 82    |       |
| 8. Februar  | Amparo Ochoa                                | mexikanische Sängerin                                                                                         | 47    |       |
| 8. Februar  | Raymond Scott                               | US-amerikanischer Komponist, Bandleader, Pianist, Ingenieur und Erfinder von elektronischen Musikinstrumenten | 85    |       |
| 9. Februar  | Jarmila Novotná                             | tschechische Sängerin (Sopran) und Schauspielerin                                                             | 86    |       |
| 9. Februar  | Urbain-Marie Person                         | eritreischer Geistlicher                                                                                      | 88    |       |
| 9. Februar  | Howard M. Temin                             | US-amerikanischer Biologe                                                                                     | 59    |       |
| 9. Februar  | Friedrich Tenbruck                          | deutscher Soziologe                                                                                           | 74    |       |
| 10. Februar | Mel Calman                                  | britischer Cartoonist                                                                                         | 63    |       |
| 10. Februar | Viviane Greene                              | US-amerikanische Jazzmusikerin                                                                                | 75    |       |
| 10. Februar | Fritz John                                  | US-amerikanischer Mathematiker                                                                                | 83    |       |
| 10. Februar | Hervé Loste                                 | französischer Politiker, Mitglied der Nationalversammlung                                                     | 67    |       |
| 10. Februar | Fritz Ostmeyer                              | deutscher Politiker (CDU), MdL                                                                                | 78    |       |
| 10. Februar | Johannes Vonderach                          | Schweizer Geistlicher, Bischof von Chur                                                                       | 77    |       |
| 11. Februar | Sorrell Booke                               | US-amerikanischer Theater- und Filmschauspieler                                                               | 64    |       |
| 11. Februar | Mercedes Comaposada                         | spanische Pädagogin, Journalistin, Übersetzerin, Anarchistin und Syndikalistin                                | 92    |       |
| 11. Februar | William Conrad                              | US-amerikanischer Schauspieler                                                                                | 73    |       |
| 11. Februar | Joseph Cordeiro                             | indischer Erzbischof und Kardinal der römisch-katholischen Kirche                                             | 76    |       |
| 11. Februar | Paul Feyerabend                             | österreichischer Philosoph und Wissenschaftstheoretiker                                                       | 70    |       |
| 11. Februar | Horst Hein                                  | deutscher Politiker (SPD), MdL                                                                                | 53    |       |
| 11. Februar | Hans Günther Hellwege                       | deutscher Politiker (CDU) und Abgeordneter des Niedersächsischen Landtages                                    | 66    |       |
| 11. Februar | Joseph-Hans Kühn                            | deutscher Klassischer Philologe                                                                               | 82    |       |
| 11. Februar | Brigitte Ringeling                          | deutsche Keramikerin                                                                                          | 72    |       |
| 11. Februar | Vincent Wigglesworth                        | britischer Entomologe                                                                                         | 94    |       |
| 11. Februar | Willy Wild                                  | deutscher Politiker (SPD), MdL                                                                                | 74    |       |
| 12. Februar | Charles Critchfield                         | US-amerikanischer Physiker                                                                                    | 83    |       |
| 12. Februar | Donald Judd                                 | US-amerikanischer Maler, Bildhauer und Architekt                                                              | 65    |       |
| 12. Februar | Martin Pfeifer                              | deutscher Germanist und Literaturwissenschaftler                                                              | 65    |       |
| 12. Februar | Ludwig Reindl                               | österreichischer Erfinder                                                                                     | 100   |       |
| 12. Februar | Anton Reitzl                                | österreichischer Politiker (ÖVP), Landtagsabgeordneter                                                        | 78    |       |
| 12. Februar | Else Sehrig-Vehling                         | deutsche Malerin des Expressionismus                                                                          | 96    |       |
| 12. Februar | Willy Verkauf                               | schweizerisch-israelisch-österreichischer bildender Künstler, Schriftsteller, Verleger und Publizist          | 76    |       |
| 12. Februar | Waldemar Wien                               | deutscher Bildhauer                                                                                           | 67    |       |
| 12. Februar | Karl Wirtz                                  | deutscher Neutronen- und Reaktorphysiker                                                                      | 83    |       |
| 13. Februar | Herbert Beuerle                             | deutscher Kirchenmusikkomponist                                                                               | 82    |       |
| 13. Februar | Charles Handley                             | US-amerikanischer Filmtechniker                                                                               | 96    |       |
| 13. Februar | Charles-Marie Himmer                        | belgischer Geistlicher, katholischer Bischof von Tournai                                                      | 91    |       |
| 13. Februar | Walter Henry Judd                           | US-amerikanischer Politiker                                                                                   | 95    |       |
| 13. Februar | Michael Lindsay, 2. Baron Lindsay of Birker | britischer Peer und Akademiker                                                                                | 84    |       |
| 13. Februar | Hans Naumilkat                              | deutscher Komponist                                                                                           | 74    |       |
| 13. Februar | Edgar Ott                                   | deutscher Schauspieler und Synchronsprecher                                                                   | 64    |       |
| 13. Februar | Werner Peek                                 | deutscher Klassischer Philologe und Epigraphiker                                                              | 89    |       |
| 13. Februar | Nina Wassiljewna Pelzer                     | sowjetische Schauspielerin, Tänzerin und Tanzlehrerin                                                         | 85    |       |
| 13. Februar | Hans Schwarzmann                            | deutscher Botschafter                                                                                         | 80    |       |
| 13. Februar | Hannah Vogt                                 | deutsche Autorin                                                                                              | 83    |       |
| 14. Februar | Marta Astfalck-Vietz                        | deutsche Fotografin und Künstlerin der Avantgarde                                                             | 92    |       |
| 14. Februar | Bernd Becker                                | deutscher Forstwissenschaftler und Hochschullehrer                                                            | 53    |       |
| 14. Februar | Pietro Belluschi                            | US-amerikanischer Architekt mit italienischer Herkunft                                                        | 94    |       |
| 14. Februar | Hertha Firnberg                             | österreichische Politikerin (SDAP), Abgeordnete zum Nationalrat, Mitglied des Bundesrates                     | 84    |       |
| 14. Februar | Josef Heinrichs                             | deutscher Politiker (SPD), MdL                                                                                | 74    |       |
| 14. Februar | Christopher Lasch                           | US-amerikanischer Historiker und Sozialkritiker                                                               | 61    |       |
| 14. Februar | Irmgard Reichhardt                          | deutsche Landwirtin und Politikerin (CDU), MdL, hessische Staatsministerin                                    | 58    |       |
| 14. Februar | Henry Milton Taylor                         | bahamaischer Politiker, Generalgouverneur der Bahamas                                                         | 90    |       |
| 14. Februar | Andrei Romanowitsch Tschikatilo             | ukrainisch-russischer Serienmörder                                                                            | 57    |       |
| 15. Februar | Pinuccio Ardia                              | italienischer Schauspieler                                                                                    | 79    |       |
| 15. Februar | Winfried Moewes                             | deutscher Geograph                                                                                            | 54    |       |
| 15. Februar | Arthur Trattler                             | österreichischer Landesbeamter, Bezirkshauptmann und Widerstandskämpfer                                       | 76    |       |
| 16. Februar | François Marty                              | französischer Kardinal der römisch-katholischen Kirche                                                        | 89    |       |
| 16. Februar | Bob Cowley Riley                            | US-amerikanischer Politiker, Gouverneur von Arkansas                                                          | 69    |       |
| 16. Februar | Otto van Volxem                             | deutscher Weingutsbesitzer und Politiker (CDU), MdL, rheinland-pfälzischer Landesminister                     | 80    |       |
| 17. Februar | Gretchen Fraser                             | US-amerikanische Skirennläuferin                                                                              | 75    |       |
| 17. Februar | Juri Abramowitsch Golfand                   | russischer Physiker                                                                                           | 72    |       |
| 17. Februar | Garbis İstanbulluoğlu                       | türkischer Fußballspieler                                                                                     | 66    |       |
| 17. Februar | Friedrich Jossé                             | deutscher Maler, Graphiker und Kunsterzieher                                                                  | 96    |       |
| 17. Februar | Randy Shilts                                | US-amerikanischer Journalist und Schriftsteller                                                               | 42    |       |
| 17. Februar | Alexander Borissowitsch Tschakowski         | sowjetischer Schriftsteller                                                                                   | 80    |       |
| 17. Februar | Vilmos Varjú                                | ungarischer Leichtathlet                                                                                      | 56    |       |
| 17. Februar | Frederick Weber                             | US-amerikanischer Moderner Fünfkämpfer und Fechter                                                            | 88    |       |
| 17. Februar | Willi Wenk                                  | Schweizer Politiker (SP)                                                                                      | 79    |       |
| 17. Februar | Franz Wieacker                              | deutscher Jurist und Rechtshistoriker                                                                         | 85    |       |
| 18. Februar | Annemarie Ackermann                         | deutsche Politikerin (CDU), MdB                                                                               | 80    |       |
| 18. Februar | Ferdinand Drexler                           | deutscher Politiker (SPD), MdL                                                                                | 81    |       |
| 18. Februar | Ilse Essers                                 | deutsche Ingenieurin                                                                                          | 95    |       |
| 18. Februar | Theo Gutberlet                              | deutscher Unternehmer                                                                                         | 80    |       |
| 18. Februar | Hans Jäckel                                 | deutscher Mathematiker und Rektor der Technischen Universität Chemnitz                                        | 70    |       |
| 18. Februar | Else Koffka                                 | deutsche Juristin, Richterin am Bundesgerichtshof                                                             | 92    |       |
| 18. Februar | Gudrun Loewe                                | deutsche Prähistorikerin                                                                                      | 80    |       |
| 18. Februar | Robert H. Park                              | US-amerikanischer Elektrotechniker                                                                            |       |       |
| 19. Februar | Hubert Hammerschmidt                        | österreichischer Wintersportler                                                                               | 79    |       |
| 19. Februar | Johnny Hancocks                             | englischer Fußballspieler                                                                                     | 74    |       |
| 19. Februar | Ivar Hellman                                | schwedischer Komponist und Dirigent                                                                           | 103   |       |
| 19. Februar | Derek Jarman                                | britischer Filmregisseur und Künstler                                                                         | 52    |       |
| 20. Februar | Gaston Bertrand                             | belgischer Maler                                                                                              | 83    |       |
| 20. Februar | Józef Michał Chomiński                      | polnischer Musikwissenschaftler                                                                               | 87    |       |
| 20. Februar | Wladimir Wassiljewitsch Druschnikow         | sowjetischer bzw. russischer Schauspieler                                                                     | 71    |       |
| 20. Februar | Marino Girolami                             | italienischer Filmregisseur, Drehbuchautor und Filmproduzent                                                  | 80    |       |
| 20. Februar | Hans-Joachim Haecker                        | deutscher Schriftsteller                                                                                      | 83    |       |
| 20. Februar | Rolf Jacobsen                               | norwegischer Lyriker und Journalist                                                                           | 86    |       |
| 20. Februar | Wilhelm Macke                               | deutscher Physiker                                                                                            | 73    |       |
| 20. Februar | Helmut Pohle                                | deutscher Wirtschaftswissenschaftler                                                                          | 68    |       |
| 20. Februar | Josef Schäfer                               | deutscher Geschäftsführer und Politiker (SPD), MdL Bayern                                                     | 91    |       |
| 20. Februar | Willi Schmidt                               | deutscher Bühnenbildner und Regisseur                                                                         | 84    |       |
| 20. Februar | Klaus Tober                                 | deutscher Maler und Grafiker                                                                                  | 43    |       |
| 20. Februar | Franz Zauner                                | österreichischer römisch-katholischer Geistlicher, Bischof von Linz                                           | 89    |       |
| 21. Februar | Gerda Alexander                             | deutsch-dänische Begründerin der Eutonie                                                                      | 86    |       |
| 21. Februar | Jewgeni Michailowitsch Beljajew             | russischer Tenor des Alexandrow-Ensembles                                                                     | 67    |       |
| 21. Februar | Homa Darabi                                 | iranische Ärztin                                                                                              | 54    |       |
| 21. Februar | Albrecht Hasinger                           | deutscher Politiker (CDU), MdB                                                                                | 58    |       |
| 21. Februar | Mary Woodard Lasker                         | US-amerikanische Philanthropin                                                                                | 93    |       |
| 21. Februar | Johannes Steinhoff                          | deutscher Offizier der Luftwaffe im Zweiten Weltkrieg, Vorsitzender des NATO-Militärausschuss                 | 80    |       |
| 22. Februar | Papa John Creach                            | US-amerikanischer Geiger                                                                                      | 76    |       |
| 22. Februar | Hans Hürlimann                              | Schweizer Politiker                                                                                           | 75    |       |
| 22. Februar | Alfred Kostelecky                           | österreichischer Militärbischof                                                                               | 73    |       |
| 22. Februar | Lore Lorentz                                | deutsche Kabarettistin                                                                                        | 73    |       |
| 23. Februar | Csilla Freifrau von Boeselager              | deutsche Adelige, Mitbegründerin in des ungarischen Malteser-Caritas-Dienstes                                 | 52    |       |
| 23. Februar | Odd Højdahl                                 | norwegischer Politiker (Arbeiderpartiet), Minister und Gewerkschaftsfunktionär                                | 73    |       |
| 23. Februar | Emil Obermann                               | deutscher Journalist, Publizist, Fernsehmoderator                                                             | 72    |       |
| 23. Februar | Arthur Piantadosi                           | US-amerikanischer Tonmeister                                                                                  | 77    |       |
| 23. Februar | Richard G. Van Gelder                       | US-amerikanischer Mammologe                                                                                   | 65    |       |
| 24. Februar | Maude Bonney                                | australische Flugpionierin                                                                                    | 96    |       |
| 24. Februar | Helmuth Croon                               | deutscher Historiker und Archivar                                                                             | 88    |       |
| 24. Februar | Pierre Flottes                              | französischer Historiker, Romanist und Literaturwissenschaftler                                               | 98    |       |
| 24. Februar | Ulrich Gabler                               | deutscher Schiffbauingenieur                                                                                  | 80    |       |
| 24. Februar | Ladislav Mňačko                             | slowakischer Autor                                                                                            | 75    |       |
| 24. Februar | Oscar de Oliveira                           | brasilianischer Geistlicher, römisch-katholischer Erzbischof von Mariana                                      | 82    |       |
| 24. Februar | Jean Sablon                                 | französischer Sänger                                                                                          | 87    |       |
| 24. Februar | Dinah Shore                                 | US-amerikanische Sängerin und Schauspielerin                                                                  | 77    |       |
| 25. Februar | Heinrich Altvater                           | deutscher Fußballspieler                                                                                      | 91    |       |
| 25. Februar | Russell Bufalino                            | US-amerikanischer Mobster                                                                                     | 90    |       |
| 25. Februar | Ferenc Fleck                                | ungarischer Schachkomponist                                                                                   | 86    |       |
| 25. Februar | Robert P. Goldberg                          | US-amerikanischer Informatiker                                                                                |       |       |
| 25. Februar | Baruch Goldstein                            | israelischer Attentäter                                                                                       | 37    |       |
| 25. Februar | Ion Lăpușneanu                              | rumänischer Fußballspieler und -trainer                                                                       | 85    |       |
| 25. Februar | Giwi Tschocheli                             | sowjetischer Fußballspieler                                                                                   | 56    |       |
| 25. Februar | Jersey Joe Walcott                          | US-amerikanischer Boxer                                                                                       | 80    |       |
| 25. Februar | Else Weber                                  | deutsche Malerin des expressiven Realismus                                                                    | 100   |       |
| 26. Februar | J. L. Carr                                  | britischer Schriftsteller                                                                                     | 81    |       |
| 26. Februar | Avery Fisher                                | US-amerikanischer Unternehmer, Erfinder und Musikmäzen                                                        | 87    |       |
| 26. Februar | Fritz Heeb                                  | Schweizer Jurist und Politiker                                                                                | 82    |       |
| 26. Februar | Bill Hicks                                  | US-amerikanischer Komiker                                                                                     | 32    |       |
| 26. Februar | Leopold Kohr                                | österreichischer Philosoph, Träger des alternativen Nobelpreises                                              | 84    |       |
| 26. Februar | Sofka Skipwith                              | russisch-britische Kommunistin und Adlige                                                                     | 86    |       |
| 26. Februar | Sergei Alexandrowitsch Snegow               | sowjetischer Wissenschaftler und Autor                                                                        | 83    |       |
| 27. Februar | Harold Acton                                | britischer Autor                                                                                              | 89    |       |
| 27. Februar | Mina Dostler                                | deutsche Landwirtin und Senatorin (Bayern)                                                                    | 83    |       |
| 27. Februar | Gerhard Günnewig                            | deutscher Hotelier und Gastronom                                                                              | 88    |       |
| 27. Februar | Gottfried Hausmann                          | deutscher Pädagoge                                                                                            | 87    |       |
| 27. Februar | Paul Lehmann                                | US-amerikanischer evangelischer Theologe                                                                      | 87    |       |
| 27. Februar | Josef Wiesmayr                              | österreichischer Politiker (SPÖ), Landtagsabgeordneter                                                        | 74    |       |
| 28. Februar | Olivier Alain                               | französischer Organist, Pianist, Musikwissenschaftler und Komponist                                           | 75    |       |
| 28. Februar | Jürgen von Alten                            | deutscher Schauspieler, Drehbuchautor und Filmregisseur                                                       | 91    |       |
| 28. Februar | Arne Ekeland                                | norwegischer Maler                                                                                            | 85    |       |
| 28. Februar | Aleksander Frączkiewicz                     | polnischer Musikwissenschaftler und -pädagoge                                                                 | 83    |       |
| 28. Februar | Friedrich Holtz                             | deutscher Architekt                                                                                           | 96    |       |
| 28. Februar | Fernand Lacroix                             | kanadischer Ordensgeistlicher, römisch-katholischer Bischof von Edmundston                                    | 74    |       |
| 28. Februar | Harvey Leibenstein                          | US-amerikanischer Ökonom                                                                                      | 71    |       |
| 28. Februar | Pujie                                       | zweiter Sohn des Prinzen Chun II. und jüngerer Bruder des letzten chinesischen Kaisers Puyi                   | 86    |       |
| 28. Februar | Enrico Maria Salerno                        | italienischer Schauspieler und Filmregisseur                                                                  | 67    |       |
| Februar     | Friedrich Hollaus                           | österreichischer Fußballspieler                                                                               | 64    |       |
| Februar     | Adolf Huber                                 | österreichischer Fußballspieler                                                                               | 70    |       |
| Februar     | Kurt-Josef Veeser                           | deutscher Brigadegeneral                                                                                      | 63    |       |
| Februar     | Karl-Ulrich Winkler                         | deutscher Liedermacher, Punk und Dissident                                                                    | 33    |       |

## März
| Tag      | Name                                     | Beruf, bekannt als                                                                                              | Alter | Beleg |
| -------- | ---------------------------------------- | --- | ----- | ----- |
| 1. März  | Eliseo Diego                             | kubanischer Poet                                                                                                | 72    |       |
| 1. März  | Ludwig Günderoth                         | deutscher Fußballspieler und -trainer                                                                           | 83    |       |
| 1. März  | Alexei Hajew                             | US-amerikanischer Komponist russischer Herkunft                                                                 | 79    |       |
| 1. März  | Georg Peter Landmann                     | Schweizer Klassischer Philologe, Übersetzer und Gymnasiallehrer                                                 | 88    |       |
| 1. März  | Konrad Lechner                           | österreichischer Ordensgeistlicher, Propst des Klosters Neustift                                                | 93    |       |
| 1. März  | Gert Prokop                              | deutscher Schriftsteller                                                                                        | 61    |       |
| 1. März  | Herbert Schade                           | deutscher Leichtathlet und Olympiamedaillengewinner                                                             | 71    |       |
| 1. März  | Armonía Somers                           | uruguayische Schriftstellerin                                                                                   | 79    |       |
| 1. März  | Lily Eversdijk Smulders                  | niederländische Anwältin, Porträtkünstlerin und Weltreisende                                                    | 90    |       |
| 2. März  | Charles Oscar Brink                      | britischer Klassischer Philologe deutscher Herkunft                                                             | 86    |       |
| 2. März  | Heinrich Harmjanz                        | deutscher Volkskundler und nationalsozialistischer Wissenschaftspolitiker                                       | 89    |       |
| 2. März  | Walter Kent                              | US-amerikanischer Komponist                                                                                     | 82    |       |
| 2. März  | Giuseppe La Loggia                       | italienischer Politiker der Democrazia Cristiana                                                                | 82    |       |
| 2. März  | Anita Morris                             | US-amerikanische Schauspielerin                                                                                 | 50    |       |
| 2. März  | Jewgenija Andrejewna Schigulenko         | sowjetische Bomberpilotin und Filmregisseurin                                                                   | 73    |       |
| 2. März  | Joachim Spies                            | deutscher Künstler und Kunstpädagoge                                                                            | 64    |       |
| 3. März  | Roman Haubenstock-Ramati                 | österreichischer Komponist                                                                                      | 75    |       |
| 3. März  | Karel Kryl                               | tschechischer Liedermacher und Dichter                                                                          | 49    |       |
| 3. März  | Wilfried Ortmann                         | deutscher Schauspieler und Kunstpreisträger der DDR                                                             | 69    |       |
| 3. März  | Julius Schaaf                            | deutscher Philosoph                                                                                             | 83    |       |
| 3. März  | Lars Widding                             | schwedischer Schriftsteller, Journalist und Drehbuchautor                                                       | 69    |       |
| 3. März  | John Williams                            | US-amerikanischer Autor und Herausgeber                                                                         | 71    |       |
| 4. März  | John Candy                               | kanadischer Komiker und Schauspieler                                                                            | 43    |       |
| 4. März  | George Edward Hughes                     | nordirisch-neuseeländischer Philosoph und Logiker                                                               | 75    |       |
| 4. März  | Marie-Joseph Lemieux                     | kanadischer Geistlicher, römisch-katholischer Erzbischof von Ottawa                                             | 91    |       |
| 4. März  | Joseph Lin Thien-chu                     | taiwanischer Geistlicher, Bischof des Bistums Jiayi                                                             | 59    |       |
| 4. März  | Ahmet Şahin                              | türkischer Fußballspieler                                                                                       |       |       |
| 4. März  | Chris Seydou                             | malischer Modedesigner                                                                                          | 44    |       |
| 5. März  | Gianni Agus                              | italienischer Schauspieler                                                                                      | 76    |       |
| 5. März  | Elba Berón                               | argentinische Tangosängerin                                                                                     | 63    |       |
| 5. März  | Jan Dobraczyński                         | polnischer Schriftsteller, Journalist und Politiker, Mitglied des Sejm                                          | 83    |       |
| 5. März  | Peter Grassmann                          | deutsch-schweizerischer Physiker, Mathematiker und Hochschullehrer                                              | 86    |       |
| 5. März  | Jürgen Hahn                              | deutscher Politiker (SPD)                                                                                       | 79    |       |
| 5. März  | Battal Pehlivan                          | türkischer Dichter, Schriftsteller und Journalist                                                               | 46    |       |
| 5. März  | Theodor Penners                          | deutscher Historiker                                                                                            | 81    |       |
| 5. März  | Abdullah as-Sallal                       | jemenitischer Offizier und Politiker                                                                            |       |       |
| 6. März  | Tengis Abuladse                          | georgischer Filmregisseur                                                                                       | 70    |       |
| 6. März  | Larry Eyler                              | US-amerikanischer Serienmörder                                                                                  | 41    |       |
| 6. März  | Yvonne Fair                              | US-amerikanische Soul- und Funk-Sängerin                                                                        | 51    |       |
| 6. März  | Elna Fonnesbech-Sandberg                 | dänische Kunstsammlerin und Malerin                                                                             | 101   |       |
| 6. März  | Herbert Fuchs                            | deutscher Politiker (CDU), MdL                                                                                  | 95    |       |
| 6. März  | Konrad Heidkamp                          | deutscher Fußballspieler                                                                                        | 88    |       |
| 6. März  | Joachim Kuhn                             | deutscher Offizier und Widerstandskämpfer                                                                       | 80    |       |
| 6. März  | Melina Mercouri                          | griechische Schauspielerin, Sängerin, Kultusministerin                                                          | 73    |       |
| 6. März  | Noritake Ken                             | japanischer Fußballspieler                                                                                      | 71    |       |
| 6. März  | Zoltan Vidor                             | ungarischer Kameramann                                                                                          | 83    |       |
| 7. März  | Ray Arcel                                | US-amerikanischer Boxtrainer                                                                                    | 94    |       |
| 7. März  | Rafael González Estrada                  | guatemaltekischer römisch-katholischer Ordensgeistlicher                                                        | 85    |       |
| 7. März  | Kurt Rauhe                               | deutscher Ackerbauwissenschaftler                                                                               | 71    |       |
| 8. März  | Devika Rani                              | indische Filmschauspielerin und Produzentin                                                                     | 85    |       |
| 8. März  | Eugen Schusteritsch                      | deutscher Vertriebenenfunktionär                                                                                | 80    |       |
| 9. März  | Johannes Fake Berghoef                   | niederländischer Architekt                                                                                      | 91    |       |
| 9. März  | Zoltán Beke                              | rumänischer Fußballspieler und -trainer                                                                         | 82    |       |
| 9. März  | Karl-Wilhelm Berkhan                     | deutscher Politiker (SPD), MdB, MdEP                                                                            | 78    |       |
| 9. März  | Wilhelm Brese                            | deutscher Politiker (DNVP, CNBL, CDU), MdB                                                                      | 97    |       |
| 9. März  | Charles Bukowski                         | US-amerikanischer Dichter und Schriftsteller                                                                    | 73    |       |
| 9. März  | Paul Dubreil                             | französischer Mathematiker                                                                                      | 90    |       |
| 9. März  | Theodor Hettinger                        | deutscher Arzt                                                                                                  | 71    |       |
| 9. März  | Hans-Joachim Mrusek                      | deutscher Kunsthistoriker                                                                                       | 73    |       |
| 9. März  | Fernando Rey                             | spanischer Schauspieler                                                                                         | 76    |       |
| 9. März  | Lore Sporhan-Krempel                     | deutsche Papierhistorikerin und Autorin                                                                         | 85    |       |
| 10. März | Roger Bocquet                            | Schweizer Fußballspieler                                                                                        | 72    |       |
| 10. März | Aurelio Galleppini                       | italienischer Comiczeichner                                                                                     | 76    |       |
| 10. März | Hermann Lüken-Klaßen                     | deutscher Politiker (Zentrum, CDU), MdL                                                                         | 69    |       |
| 10. März | Robert Shea                              | US-amerikanischer Schriftsteller                                                                                | 61    |       |
| 10. März | Bernhard Tacke                           | deutscher Gewerkschafter                                                                                        | 86    |       |
| 10. März | Erhard Wiesner                           | deutscher Biologe                                                                                               | 84    |       |
| 11. März | Hans Graalfs                             | deutscher SS-Hauptsturmführer und Zugführer des Einsatzkommandos 8 der Einsatzgruppe B                          | 78    |       |
| 11. März | Claudio Sartori                          | italienischer Musikwissenschaftler, Bibliograph und Librettologe                                                | 80    |       |
| 11. März | Gotthilft von Studnitz                   | deutscher Physiologe und Zoologe                                                                                | 86    |       |
| 12. März | Émile Durrheimer                         | elsässischer römisch-katholischer Geistlicher, Bischof von Katiola                                              | 85    |       |
| 12. März | Frank Gorrell                            | US-amerikanischer Politiker                                                                                     | 66    |       |
| 12. März | Don Joseph                               | US-amerikanischer Jazzmusiker                                                                                   | 70    |       |
| 12. März | Hansheinrich Schmidt                     | deutscher Politiker (FDP), MdB                                                                                  | 71    |       |
| 13. März | Danny Barker                             | US-amerikanischer Jazz-Banjo-Spieler und Bandleader                                                             | 85    |       |
| 13. März | Eva Gräfin Finck von Finckenstein        | deutsche Politikerin (GB/BHE, CDU), MdB                                                                         | 90    |       |
| 13. März | Theodor Kraus                            | deutscher Klassischer Archäologe                                                                                | 74    |       |
| 13. März | Fritzi Löwy                              | österreichische Schwimmerin                                                                                     | 83    |       |
| 13. März | Hans Lukesch                             | österreichischer Politiker (NSDAP), MdR                                                                         | 93    |       |
| 13. März | Sandra Paretti                           | deutsche Schriftstellerin                                                                                       | 59    |       |
| 13. März | Martha Elisabeth Rogers                  | US-amerikanische Pflegetheoretikerin und -forscherin                                                            | 79    |       |
| 13. März | Megumi Yokota                            | japanisches Entführungsopfer durch Nordkorea                                                                    | 29    |       |
| 14. März | Serge Blusson                            | französischer Radrennfahrer                                                                                     | 65    |       |
| 14. März | Georges Claes                            | belgischer Radrennfahrer                                                                                        | 74    |       |
| 14. März | Andreas Faber-Kaiser                     | spanischer Schriftsteller und Ufologe                                                                           | 49    |       |
| 14. März | Otto Hartmann                            | österreichischer Nationalsozialist und Denunziant                                                               | 90    |       |
| 14. März | Wolfgang Heinrichs                       | deutscher Ökonom, Wirtschaftswissenschaftler der DDR                                                            | 65    |       |
| 14. März | Reimar Horten                            | deutscher Luftfahrtpionier                                                                                      | 79    |       |
| 14. März | Friedrich Sengle                         | deutscher Germanist und Literaturhistoriker                                                                     | 84    |       |
| 14. März | Heinz Thoma                              | deutscher Architekt                                                                                             | 90    |       |
| 15. März | Josef Kohout                             | österreichischer KZ-Überlebender                                                                                | 79    |       |
| 15. März | Jürgen von Manger                        | deutscher Schauspieler, politischer Kabarettist und Komiker                                                     | 71    |       |
| 15. März | Erling Sverdrup                          | norwegischer Statistiker und Versicherungsmathematiker                                                          | 77    |       |
| 15. März | Rino Tami                                | Schweizer Architekt                                                                                             | 85    |       |
| 15. März | Leo de Vries                             | niederländischer Bildhauer                                                                                      | 61    |       |
| 16. März | Albert Bühlmann                          | Schweizer Mediziner                                                                                             | 70    |       |
| 16. März | Albert Ferenz                            | tschechischer Maler und Restaurator                                                                             | 86    |       |
| 16. März | Nicolas Flagello                         | US-amerikanischer Komponist                                                                                     | 66    |       |
| 16. März | Horst de Marées                          | deutscher Sportmediziner und Buchautor                                                                          | 57    |       |
| 16. März | George Nugent, Baron Nugent of Guildford | britischer Politiker (Conservative Party), Mitglied des House of Commons                                        | 86    |       |
| 16. März | Hans Conrad Peyer                        | Schweizer Historiker, Hochschullehrer                                                                           | 71    |       |
| 16. März | Anni Trapp                               | deutsche Politikerin (SPD), MdL                                                                                 | 92    |       |
| 17. März | Charlotte Auerbach                       | deutsch-englische Biologin, Genetikerin und Hochschullehrerin                                                   | 94    |       |
| 17. März | Walter Janka                             | deutscher Dramaturg und Verleger                                                                                | 79    |       |
| 17. März | Ellsworth Vines                          | US-amerikanischer Tennisspieler                                                                                 | 82    |       |
| 17. März | Mai Zetterling                           | schwedische Filmschauspielerin                                                                                  | 68    |       |
| 18. März | William Bergsma                          | US-amerikanischer Opern-Komponist                                                                               | 72    |       |
| 18. März | Peter Borgelt                            | deutscher Film- und Theaterschauspieler                                                                         | 66    |       |
| 18. März | Andrew Crawford                          | schottischer Schauspieler                                                                                       | 76    |       |
| 18. März | Josef Janota                             | deutscher Politiker (GB/BHE, GDP, SPD), MdL                                                                     | 83    |       |
| 18. März | Erwin Kohn                               | österreichischer Tischtennisspieler                                                                             | 82    |       |
| 18. März | Günter Mittag                            | deutscher Politiker (SED, KPD), MdV, Mitglied des ZK der SED                                                    | 67    |       |
| 18. März | Gina Patrichi                            | rumänische Film- und Theaterschauspielerin                                                                      | 58    |       |
| 19. März | Rafiq Babajew                            | aserbaidschanischer Bandleader und Pianist                                                                      | 56    |       |
| 19. März | Bobby Lugano                             | österreichischer Fernsehzauberer                                                                                | 76    |       |
| 19. März | Josef Meixner                            | deutscher theoretischer Physiker                                                                                | 85    |       |
| 19. März | Charles Paris                            | US-amerikanischer Comiczeichner                                                                                 | 82    |       |
| 19. März | Luis Vargas Peña                         | paraguayischer Fußballspieler                                                                                   | 86    |       |
| 19. März | Fritz Wirtz                              | deutscher Politiker (SPD), MdL                                                                                  | 72    |       |
| 20. März | Ilaria Alpi                              | italienische Journalistin                                                                                       | 32    |       |
| 20. März | Wolfgang Beck                            | deutscher Dramaturg und Hörspielautor                                                                           | 60    |       |
| 20. März | Alfred Schneider                         | deutscher Politiker (SPD), MdL                                                                                  | 86    |       |
| 20. März | Jakob Strickner                          | österreichischer Nationalsozialist, Kaufmann und Gastwirt                                                       | 78    |       |
| 20. März | Günther Trebstein                        | deutscher Gebrauchsgrafiker                                                                                     |       |       |
| 21. März | Hildegard Adolphi                        | deutsche Schauspielerin und Tänzerin                                                                            | 74    |       |
| 21. März | Macdonald Carey                          | US-amerikanischer Schauspieler                                                                                  | 81    |       |
| 21. März | Lili Damita                              | französisch-US-amerikanische Filmschauspielerin mit Ausflügen zum österreichischen und deutschen Stummfilm      | 89    |       |
| 21. März | Herbert Dennert                          | deutscher Bergmann, Oberbergrat am Oberbergamt Clausthal-Zellerfeld, Autor und Historiker zum Harzer Bergbau    | 91    |       |
| 21. März | Stephen Dunwell                          | US-amerikanischer Computeringenieur                                                                             | 80    |       |
| 21. März | Alfred James Jolson                      | US-amerikanischer Jesuit, Bischof von Reykjavík                                                                 | 65    |       |
| 21. März | Franz Pelikan                            | österreichischer Fußballtorhüter                                                                                | 68    |       |
| 21. März | Dack Rambo                               | US-amerikanischer Schauspieler                                                                                  | 52    |       |
| 21. März | Peter Roleff                             | deutscher Tanzpädagoge                                                                                          | 87    |       |
| 22. März | Walther Bienert                          | deutscher evangelischer Theologe                                                                                | 84    |       |
| 22. März | Philippa Bulgin                          | dänische Sängerin                                                                                               | 26    |       |
| 22. März | Bernhard Dilling                         | deutscher Bühnenbildner und Maler                                                                               | 61    |       |
| 22. März | Dan Hartman                              | US-amerikanischer Multiinstrumentalist und Musikproduzent                                                       | 43    |       |
| 22. März | Ilse Hornung                             | österreichische Eiskunstläuferin                                                                                | 85    |       |
| 22. März | Walter Lantz                             | US-amerikanischer Animator                                                                                      | 94    |       |
| 22. März | Ulrich Poltera                           | Schweizer Eishockeyspieler                                                                                      | 71    |       |
| 23. März | Günter Behm-Blancke                      | deutscher Archäologe, Vor- und Frühgeschichtsforscher                                                           | 82    |       |
| 23. März | Luis Donaldo Colosio                     | mexikanischer Präsidentschaftskandidat                                                                          | 44    |       |
| 23. März | Willi Grapentin                          | deutscher Gewerkschafter (FDGB), Vorsitzender IG Druck und Papier                                               | 89    |       |
| 23. März | Borys Kossarew                           | ukrainischer Künstler                                                                                           | 96    |       |
| 23. März | Giulietta Masina                         | italienische Schauspielerin                                                                                     | 73    |       |
| 23. März | Álvaro del Portillo                      | spanischer Theologe und Prälat des Opus Dei                                                                     | 80    |       |
| 23. März | Donald Swann                             | britischer Komponist, Musiker und Entertainer                                                                   | 70    |       |
| 23. März | Paula Trueman                            | US-amerikanische Schauspielerin                                                                                 | 96    |       |
| 24. März | Tommy Benford                            | US-amerikanischer Jazzmusiker, Schlagzeuger                                                                     | 88    |       |
| 24. März | Robert Hunter, Baron Hunter of Newington | britischer Mediziner und Hochschullehrer                                                                        | 78    |       |
| 24. März | Hans Jakob                               | deutscher Fußballtorhüter                                                                                       | 85    |       |
| 24. März | Kojima Masajirō                          | japanischer Schriftsteller                                                                                      | 100   |       |
| 24. März | Lucas Mahrenbrand                        | österreichischer Maler, Grafiker und Zeichner                                                                   | 82    |       |
| 24. März | John Lawrence May                        | US-amerikanischer Geistlicher, römisch-katholischer Bischof                                                     | 71    |       |
| 24. März | Walle Nauta                              | niederländisch-US-amerikanischer Neuroanatom                                                                    | 77    |       |
| 24. März | Otakar Rozvoda                           | tschechischer Radrennfahrer                                                                                     | 79    |       |
| 24. März | Edith Porada                             | US-amerikanische Vorderasiatische Archäologin und Altorientalistin                                              | 81    |       |
| 25. März | Rudi Feld                                | deutscher Filmarchitekt und Szenenbildner                                                                       | 97    |       |
| 25. März | Bernard Kangro                           | estnischer Schriftsteller und Lyriker                                                                           | 83    |       |
| 25. März | Max Petitpierre                          | Schweizer Politiker (FDP)                                                                                       | 95    |       |
| 25. März | Jesus Vargas                             | philippinischer General und Politiker                                                                           | 89    |       |
| 26. März | Whina Cooper                             | neuseeländische Aktivistin, Symbolfigur des Māori Land Rights Movement und Gründungspräsidentin der Māori Wo... | 98    |       |
| 26. März | Eric Isenburger                          | deutscher Maler                                                                                                 | 91    |       |
| 26. März | Wilhelm Kirschner                        | rumäniendeutscher Feldhandballspieler                                                                           | 82    |       |
| 26. März | Owen McCann                              | südafrikanischer Geistlicher, Erzbischof von Kapstadt und Kardinal                                              | 86    |       |
| 26. März | Margaret Millar                          | kanadische Krimi-Schriftstellerin                                                                               | 79    |       |
| 26. März | Albrecht Schackow                        | deutscher Jurist und Bankmanager                                                                                | 86    |       |
| 26. März | Ernst Schlee                             | deutscher Kunsthistoriker, Museumsdirektor sowie Übersetzer                                                     | 84    |       |
| 26. März | Yamaguchi Seishi                         | japanischer Haiku-Dichter                                                                                       | 92    |       |
| 27. März | Klaus Dinse                              | deutscher Kommunalpolitiker (CDU)                                                                               | 81    |       |
| 27. März | Josef Schächter                          | österreichischer Rabbiner, Philosoph und Teilnehmer des Wiener Kreises (1925–1936)                              | 92    |       |
| 27. März | Elisabeth Schmid                         | deutsche Prähistorikerin, Geologin und Paläontologin                                                            | 81    |       |
| 27. März | Lawrence Wetherby                        | US-amerikanischer Politiker und Gouverneur des Bundesstaates Kentucky                                           | 86    |       |
| 28. März | Eugène Ionesco                           | französischer Dramatiker rumänischer Herkunft, Vertreter des absurden Theaters                                  | 84    |       |
| 28. März | August Knop                              | deutscher Politiker (NSDAP), MdR                                                                                | 90    |       |
| 28. März | Daniel Lomuto                            | argentinischer Bandoneonist, Bandleader, Arrangeur und Tangokomponist                                           | 60    |       |
| 28. März | Ira Murchison                            | US-amerikanischer Leichtathlet                                                                                  | 61    |       |
| 28. März | Walter Schmitt                           | deutscher Jurist, Beamter und Politiker (CDU), Regierungspräsident und MdL Rheinland-Pfalz                      | 79    |       |
| 28. März | Glen Garfield Williams                   | britischer baptistischer Geistlicher und Ökumeniker                                                             | 70    |       |
| 28. März | Paul Wurster                             | deutscher Geologe                                                                                               | 67    |       |
| 29. März | Betty Jo Teeter Dobbs                    | US-amerikanische Wissenschaftshistorikerin                                                                      | 63    |       |
| 29. März | Paul Grimault                            | französischer Zeichentrickfilmer und Regisseur                                                                  | 89    |       |
| 29. März | Eckart Krumbholz                         | deutscher Schriftsteller und Herausgeber                                                                        | 57    |       |
| 29. März | Claude Melki                             | französischer Schauspieler                                                                                      | 55    |       |
| 29. März | William Huston Natcher                   | US-amerikanischer Politiker                                                                                     | 84    |       |
| 29. März | Charles Oser                             | Schweizer Bundeskanzler                                                                                         | 92    |       |
| 29. März | Alfred Preis                             | österreichisch-US-amerikanischer Architekt                                                                      | 83    |       |
| 29. März | Bill Travers                             | britischer Filmschaffender und engagierter Tierschützer                                                         | 72    |       |
| 29. März | Georges Vallet                           | französischer Klassischer Archäologe                                                                            | 72    |       |
| 30. März | Walter Bausenhart                        | deutscher Verwaltungsjurist und Ministerialdirigent                                                             | 86    |       |
| 30. März | Friedrich Engelhardt                     | deutscher Chemiker und Mitherausgeber der Kölbel-Engelhardt-Synthese                                            | 80    |       |
| 30. März | Karl Hüllweck                            | deutscher evangelischer Pfarrer und Schriftsteller                                                              | 88    |       |
| 30. März | Florian Kuntner                          | österreichischer Geistlicher, Weihbischof in Wien                                                               | 61    |       |
| 30. März | Jean Omer                                | belgischer Jazzmusiker und Bandleader                                                                           | 81    |       |
| 30. März | Leslie Howard Saunders                   | 51. Bürgermeister von Toronto                                                                                   | 94    |       |
| 30. März | Sid Weiss                                | US-amerikanischer Jazzmusiker                                                                                   | 79    |       |
| 31. März | Karl Blau                                | deutscher Politiker (NDPD), MdV                                                                                 | 64    |       |
| 31. März | Léon Degrelle                            | belgischer Rexist und Offizier der Waffen-SS                                                                    | 87    |       |
| 31. März | Henri Gouhier                            | französischer Philosoph und Hochschullehrer mit dem Schwerpunkt Geschichte der Philosophie                      | 95    |       |
| 31. März | Klaus Hellmold                           | deutscher Bühnen- und Filmschauspieler                                                                          | 80    |       |
| 31. März | Edith Fishtine Helman                    | US-amerikanische Romanistin und Hispanistin                                                                     | 88    |       |
| 31. März | Walther Kastner                          | österreichischer Jurist, Manager, Kunstfreund und Mäzen                                                         | 91    |       |
| 31. März | Mo Khan                                  | pakistanischer Squashspieler                                                                                    |       |       |
| 31. März | Walter Renard                            | deutscher Ingenieur, Rektor der Leibniz Universität Hannover                                                    | 89    |       |
| 31. März | Ignace Ziadé                             | libanesischer Geistlicher, Erzbischof von Beirut                                                                | 88    |       |
| März     | Demofilo Fidani                          | italienischer Filmregisseur                                                                                     | 80    |       |
| März     | Siegfried Salzmann                       | deutscher Autor, Kunsthistoriker und Kunstwissenschaftler                                                       | 66    |       |